# Sławomir T. Wierzchoń
Sławomir Tadeusz Wierzchoń – polski informatyk, profesor nauk technicznych, specjalizujący się w algorytmach inspirowanych naturą, uczeniu maszynowym i eksploracji danych. Autor licznych publikacji naukowych w dziedzinie sztucznej inteligencji i informatyki teoretycznej. Od 1980 r. związany z Instytutem Podstaw Informatyki Polskiej Akademii Nauk.

## Wykształcenie i Kariera Naukowa
Sławomir T. Wierzchoń ukończył studia magisterskie oraz uzyskał stopień doktora na Politechnice Warszawskiej w latach 1974 i 1979. Habilitację w dziedzinie informatyki otrzymał w 1997 roku, a w 2003 roku został mianowany profesorem nauk technicznych decyzją Prezydenta Rzeczypospolitej Polskiej.
W trakcie kariery akademickiej prowadził wykłady na Politechnice Białostockiej oraz na Uniwersytecie Gdańskim, gdzie prowadził zajęcia z zakresu miękkiego przetwarzania danych, uczenia maszynowego oraz algorytmów inspirowanych naturą.

## Praca Badawcza
Sławomir T. Wierzchoń specjalizuje się w badaniach obejmujących:
- Eksploracja danych i tekstów[3],
- Eksploracja Internetu[4],
- Analiza sieci społecznych[5],
- Algorytmy ewolucyjne i inspirowane naturą[6].

Jego prace naukowe koncentrują się na zastosowaniach sztucznej inteligencji w przetwarzaniu dużych zbiorów danych oraz na projektowaniu nowatorskich algorytmów heurystycznych.

## Publikacje
Sławomir T. Wierzchoń jest autorem ponad 100 publikacji naukowych, które ukazały się w prestiżowych czasopismach międzynarodowych i materiałach konferencyjnych. Wśród jego najważniejszych prac znajdują się artykuły dotyczące optymalizacji multimodalnej, algorytmów sztucznych systemów immunologicznych oraz analizy skupień. Do jego publikacji należą między innymi:
- Algorytmy analizy skupień, wyd. IPI PAN, Warszawa, 2015 r[10].
- Sztuczne systemy immunologiczne. Akademia Oficyna Wydawnicza EXIT, Warszawa, 2001 r[11].
- Nowoczesne algorytmy analizy skupień, wyd. Springer International Publishing, 2018 r[12].